# Sergi Milà Herrero
Sergi Milà Herrero (nascut el 8 de juny de 1982) és un exfutbolista i entrenador de futbol català.

## Carrera com a jugador
Nascut a Cerdanyola del Vallès, Vallès Occidental, Milà va jugar a les categories inferiors de la UE Sants i va aconseguir aparèixer amb el primer equip.

## Carrera d'entrenador
Després de ser entrenador assistent del Sants, Milà es va incorporar a l'estructura del FC Barcelona el 2001, com a membre de les seves escoles de futbol. El 2006, es va incorporar plenament a l'estructura del club, després de ser nomenat entrenador de la plantilla Benjamí A.
Milà va entrenar diversos equips juvenils del Barça abans de ser nomenat al capdavant del Juvenil A el 24 de febrer de 2021, substituint Franc Artiga. Més tard aquell mateix any, va esdevenir coordinador juvenil i director de metodologia després que Óscar López es fes càrrec de l'equip juvenil, i, a més de treballar al Barça, també va dirigir els reserves del Cerdanyola del Vallès FC a Segona Catalana i posteriorment el CEF Barberà Andalucía a Tercera Catalana, aconseguint l'ascens amb aquest últim.
El 25 de febrer de 2025, Milà va ser nomenat entrenador del FC Barcelona Atlètic, i el seu predecessor Albert Sánchez va ser traslladat a l'estructura tècnica del club. El 30 de maig, després de patir el descens, va ser substituït per Juliano Belletti i va passar a ocupar el càrrec de coordinador tècnic juvenil.